# Tijgerkreek
Tijgerkreek – miasto w dystrykcie Saramacca, w Surinamie. Według danych na rok 2012 miasto zamieszkiwały 3244 osoby, a gęstość zaludnienia wyniosła 13,46 os./km².

## Klimat
Klimat jest tropikalny. Średnia temperatura wynosi 23 °C. Najcieplejszym miesiącem jest październik (24 °C), a najzimniejszym miesiącem jest luty (21 °C). Średnie opady wynoszą 2492 milimetrów rocznie. Najbardziej wilgotnym miesiącem jest maj (404 milimetrów), a najbardziej suchym miesiącem jest wrzesień (86 milimetrów).